# Финале Конкакафовог златног купа 1996.
Финале Златног купа Конкакафа 1996. је била фудбалска утакмица за одређивање победника Златног купа Конкакафа 1996. године. Утакмица је одржана у Лос Анђелес Меморијал Колосеуму у Лос Анђелесу, Сједињене Америчке Државе, 21. јануара 1996. године и у њој су учествовали победници полуфинала, Бразил и Мексико. Мексико, који је освојио Златни куп Конкакафа 1993. године, успешно је одбранио титулу победом од 2 : 0 над Бразилом. Као шампион Златног купа, Мексико је изборио пласман на ФИФА Куп конфедерација 1997. у Саудијској Арабији као представник Конкакафа.
Финале је било друго за Мексику у историји Златног купа, док је то било прво финале Бразила и прво за тим који није из Конкакафа био позван на турнир а пласирао се у финале.

## Пут до финала
| Pos | Тим      | О | Бод. |
| --- | -------- | - | ---- |
| 1   | Бразил   | 2 | 6    |
| 2   | Канада   | 2 | 3    |
| 3   | Хондурас | 2 | 0    |

| Pos | Тим                      | О | Бод. |
| --- | ------------------------ | - | ---- |
| 1   | Мексико                  | 2 | 6    |
| 2   | Гватемала                | 2 | 3    |
| 3   | Сент Винсент и Гренадини | 2 | 0    |

## Утакмица
| Бразил | 0 : 2    | Мексико                     |
| ------ | -------- | --------------------------- |
|        | Извештај | Л. Гарсија 54’ · Бланко 75’ |

| Бразил | Мексико |

| centrado          |
| Мексико           |
| Шампион · Мексико |
| 2. титула         |